# Chefette Restaurants

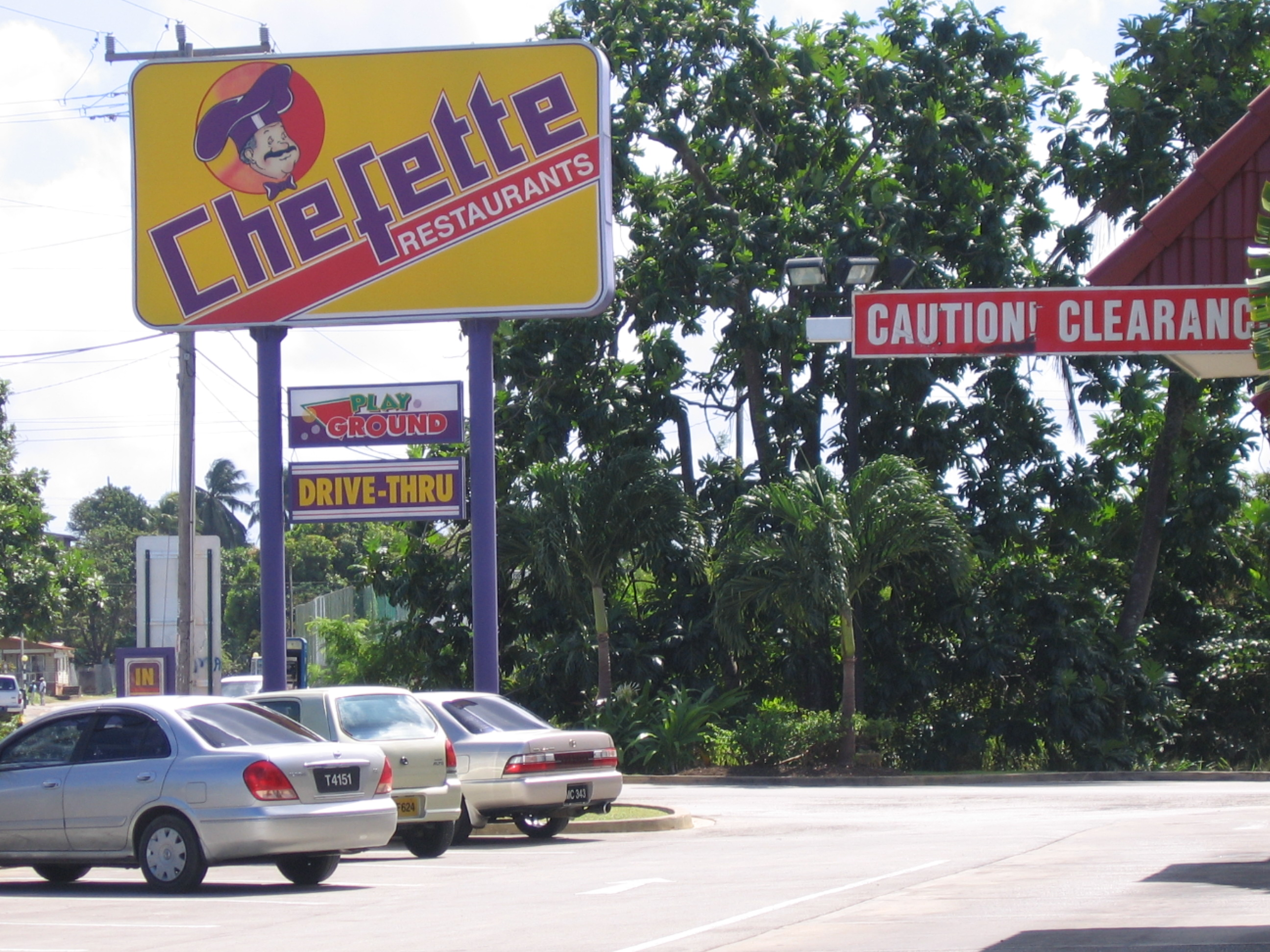
Chefette drive-through i Speightstown, Barbados

Chefette Restaurants är den största snabbmatskedjan som finns på Barbados. Den grundades av Assad John Haloute som flyttade till Barbados 1971 och öppnade den första restaurangen 13 december 1972 i Fontabelle, St. Michael. I maj 2004 öppnade man sin 13:e restaurang. Företagets kännetecken är de gula och lila färgerna som går igen i allt från skyltar till inredningen i restaurangerna.